# Izzet Orujova
Izzet Orujova, en azerí: İzzət Orucova, (Bakú, 16 de septiembre de 1909 – Ibídem, 22 de abril de 1983) fue una química azerbaiyana, galardonada con la medalla Lenin, doctora en ciencias técnicas y profesora de la Academia Nacional de Ciencias de Azerbaiyán. Fue la primera actriz nacional de Azerbaiyán. 

## Trayectoria
Orujova era la mayor de cuatro hermanos. En 1932, se graduó en Química en la Universidad Estatal del petróleo e industria de Azerbaiyán. Después de graduarse, se convirtió en maestra en una escuela para adultos. Se casó con Movsum Ismayilzade en 1935. Sin embargo, dos años más tarde, su marido fue arrestado por los bolcheviques como enemigo del pueblo, por lo que se vio obligada a divorciarse en 1937. 
Además de su faceta docente, trabajaba como mecanógrafa en la compañía AzNeft para ayudar a su familia. En 1929, protagonizó la película Sevil basada en las obras de Jafar Jabbarly, que provocó un cambio en la mentalidad de algunas mujeres que, después de ver la película, tomaron la decisión de quitarse el velo sin temor a nadie en Azerbaiyán. También protagonizó la película Almaz, basada en la obra de Jafar Jabbarly.
Trabajó en la industria petrolera hasta 1949. En ese mismo año, se mudó al Instituto de Procesos Petroquimicos de la Academia de Ciencias de la SSR de Azerbaiyán y en 1967, se convirtió en directora de esta entidad hasta 1971. En el mismo año se mudó al Instituto de Química Aditiva de la Academia de Ciencias.
Las principales investigaciones de Orujova estaban dedicadas a los lubricantes y sus propiedades, la influencia de los lubricantes en bruto, los métodos de procesamiento y sus aditivos, desarrollando nuevas técnicas en la producción de aceite y obteniendo el mejor lubricante. Publicó estos como material de investigación para PHD en 1970. En 1972, obtuvo el título de académica.